# HD 30321
HD 30321，又名BD-03 884，SAO 131481、HR 1522，是一颗恒星，视星等为6.33，位于銀經200.36，銀緯-28.99，其B1900.0坐标为赤經4h 41m 23.4s，赤緯-3° -28.99′ 5″。